# Placospermum coriaceum
Placospermum coriaceum är en tvåhjärtbladig växtart som beskrevs av C. T. White & Francis. Placospermum coriaceum ingår i släktet Placospermum och familjen Proteaceae. Inga underarter finns listade i Catalogue of Life.